# Benedictus Appenzeller
Benedictus Appenzeller (tra il 1480 ed il 1488 – dopo il 1558) è stato un cantore e compositore fiammingo del Rinascimento attivo a Bruges e Bruxelles. Egli fu al servizio della regina Maria d'Asburgo per gran parte della sua carriera e fu un prolifico compositore di musica vocale, sia sacra che profana, per tutto il corso della sua carriera.

## Biografia

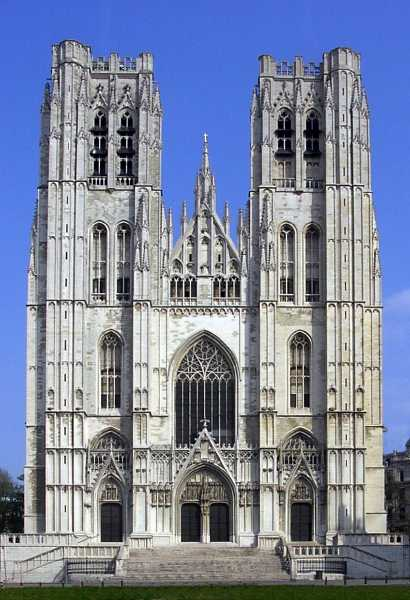
L'ultimo incarico di Appenzeller fu alla Concattedrale di San Michele e Santa Gudula a Bruxelles, come maestro del coro dal 1555 al 1558.

Nacque probabilmente nel sud dei Paesi Bassi, è la sua approssimativa data di nascita è contenuta in un documento degli ultimi anni della sua vita, datato luglio 1558, in cui dice di avere "più di 70 anni".  Appenzeller viene menzionato per la prima volta nei documenti della cattedrale nel 1518, quando era cantore, e poi nel 1519, quando divenne maestro del coro alla chiesa di St. Jacob a Bruges. Le numerose pubblicazioni, nel corso degli anni seguenti, dimostrano che era attivo come compositore, ma non si sa nulla su dove fosse occupato fino al 1536, quando la regina madre  Maria d'Asburgo (figlia di Filippo I e Giovanna la Pazza), lo assunse nella sua Cappella a Bruxelles come cantore. Entro l'anno successivo divenne maestro del coro - responsabile per l'insegnamento della musica - incarico che mantenne fino al 1551 o al 1555.
Passò la maggior parte del suo tempo a Brussels, e soltanto occasionalmente viaggiò con la regina nei territori degli Asburgo, cosa che era invece consueta per i cantori al tempo. Fra i luoghi che certamente visitò vi sono 's-Hertogenbosch, Augusta e Monaco di Baviera. La regina si recò poi in Spagna nel 1556 e in quell'epoca Appenzeller maestro del coro alla Concattedrale di San Michele e Santa Gudula di Bruxelles, posto che tenne fino alla fine del 1558. Non esistono fonti circa la sua vita dopo questa data ed egli potrebbe essere morto subito dopo.
Appenzeller è stato spesso confuso con altri due musicisti di nome "Benedictus", tanto che molte sue opere sono state attribuite semplicemente a "Benedictus". Benedictus Ducis fu un compositore tedesco e prete protestante (1492–1544) mentre Benedictus de Opitiis fu un organista della stessa regione di Appenzeller. Tutte le opere semplicemente attribuite "Benedictus" sono ora considerate di Appenzeller.

## Musica
Appenzeller compose sei messe giunte ai nostri giorni, oltre a numerosi mottetti e Magnificat. Compose anche 40 chanson, molte delle quali pubblicate ad Anversa in una collezione del 1542, Des chansons a quattre parties. Le 24 chanson contenute in questa collezione sono state pubblicate come Benedictus Appenzeller: Chansons, edite da Glenda Goss Thompson.
La musica di Appenzeller mostra diverse influenze stilistiche, come è normale per un compositore che fu attivo per quasi un cinquantennio, e soggetto all'influenza di musicisti provenienti dalle più diverse parti dell'impero. La sua musica sacra è composta nello stile fiammingo degli anni 1540, con dense tessiture polifoniche e pervasive imitazioni. Compose anche elaborate strutture con la tecnica del canone, per lo più alla maniera della precedente generazione, con reminiscenze della musica di Josquin des Prez o Pierre de La Rue. Nella sua musica profana si adoperò per la comprensione del testo, e utilizzò anche più ripetizioni, per esempio in ritornelli musicali, di quanto non avesse fatto nella musica sacra.